# Коко Шанель и Игорь Стравинский
«Коко́ Шане́ль и И́горь Страви́нский» (фр. Chanel Coco & Igor Stravinsky) — художественный фильм Яна Кунена, выбранный как фильм, закрывавший Каннский кинофестиваль 2009 года, и показанный 24 мая 2009 года.
В фильме рассказывается об отношениях между Коко Шанель и Игорем Стравинским, которые возникли у них в Париже в 1920 году, том самом году, когда были созданы знаменитые духи Chanel No. 5.
Фильм снят по роману Криса Гринхала «Коко и Игорь» (2002). Гринхал также написал сценарий фильма. Ведущий дизайнер дома «Шанель» Карл Лагерфельд оказывал посильную помощь в создании фильма.
Ян Кунен снял и французскую, и английскую версии фильма.

## Сюжет
1913 год, Париж. Коко Шанель присутствует на первом, скандальном представлении балета Игоря Стравинского «Весна священная». Ритмичный диссонанс в музыке и местами шокирующая хореография вызывают бурю негодования. Но Коко увлекает то, как Игорь взбудоражил зал.
Семь лет спустя Коко и Игорь встречаются снова. Между кутюрье и композитором быстро возникают взаимные симпатия и влечение. Коко приглашает Игоря вместе с его женой и детьми пожить на её вилле под Парижем. В наступившее лето между Коко и Игорем завязываются тайные отношения. Их растущая близость приносит пользу и их работе: Игорь начинает сочинять произведения в новом, более вольном стиле; а Коко вместе со своим парфюмером Эрнестом Бо, бежавшим от революции в России,  создаёт духи Chanel No. 5.

## В ролях
- Анна Муглалис — Коко Шанель
- Мадс Миккельсен — Игорь Стравинский
- Елена Морозова — Екатерина Стравинская
- Анатоль Таубман — Артур «Бой» Кэйпел
- Григорий Мануков — Сергей Дягилев
- Наташа Линдингер — Мися Серт
- Раша Буквич — великий князь Дмитрий Павлович
- Николя Вод — Эрнест Бо
- Марек Коссаковский — Вацлав Нижинский
- Жером Пильман — Пьер Монтё